# 15723 Girraween
15723 Girraween este un asteroid din centura principală de asteroizi.

## Descriere
15723 Girraween este un asteroid din centura principală de asteroizi. A fost descoperit pe 20 septembrie 1990 la Geisei de Tsutomu Seki. Asteroidul prezintă o orbită caracterizată de o semiaxă mare de 2,27 ua, o excentricitate de 0,13 și o înclinație de 1,4° în raport cu ecliptica.